# 주스페인 조선민주주의인민공화국 대사관
주스페인 조선민주주의인민공화국 대사관(스페인어: Embajada de la República Popular Democrática de Corea en España, 조선말: 에스빠냐왕국 주재 조선민주주의인민공화국 대사관)은 조선민주주의인민공화국 외무성이 스페인에 설치한 대사관으로, 2013년 10월 1일부터 2023년 11월 3일까지 운영된 재외공관이다.
2001년 2월, 조선민주주의인민공화국 정부가 스페인과 공식적인 외교 수립과 함께 설립이 추진되었지만, 2003년에 조선민주주의인민공화국 정부가 돌연 핵확산방지조약에서 탈퇴를 선언함에 따라 스페인 주재 대사관 설치 계획이 잠정적으로 중단되었다. 2013년 10월 1일부터 마드리드에 조선민주주의인민공화국 대사관이 새롭게 개설됨에 따라 김혁철이 초대 스페인 주재 조선민주주의인민공화국 대사로 부임하였다. 그러나 조선민주주의인민공화국에 대한 제재 이슈에 따른 외화 부족이 매우 심각해지면서 2023년 11월 3일부로 폐관하였다. 폐관한 후 이탈리아 로마 주재 조선민주주의인민공화국 대사가 스페인을 당분간 관할한다.

## 같이 보기
관련 항목
- 주스페인 조선민주주의인민공화국 대사관 습격 사건
- 조선민주주의인민공화국의 대외 관계
- 조선민주주의인민공화국의 재외공관 목록
- 스페인-조선민주주의인민공화국 관계(영어판)

비슷하게 없어진 조선민주주의인민공화국 공관
- 주말레이시아 조선민주주의인민공화국 대사관

마드리드에 설치한 다른 대사관
- 주스페인 대한민국 대사관